# Japanische Riesenmantis
Die Japanische Riesenmantis (Tenodera aridifolia) ist eine Fangschrecke aus der Familie der Mantidae.

## Merkmale

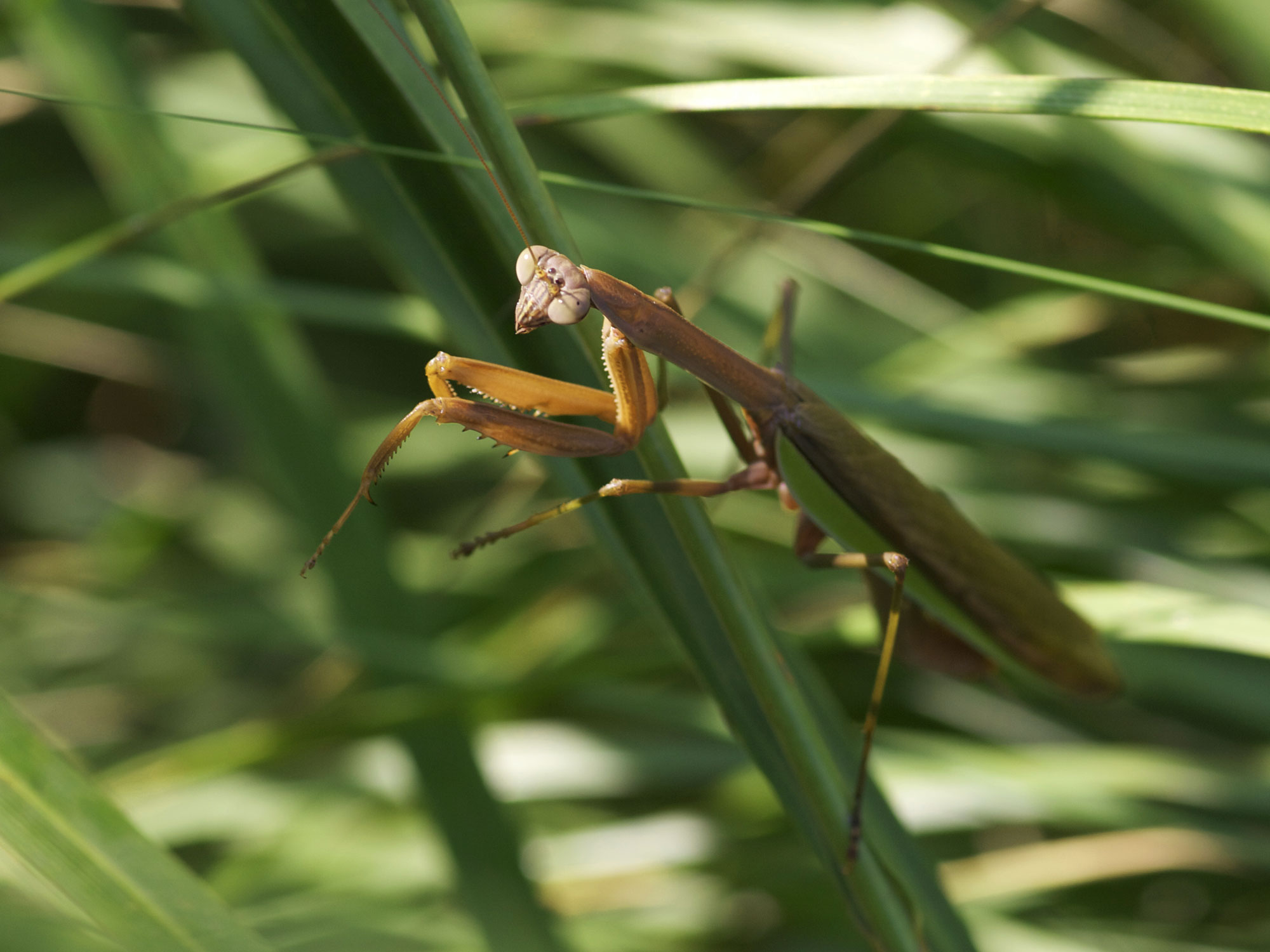
Männchen

Mit einer Körperlänge von 78,4 mm bis zu 127 mm als Weibchen und 50,8 mm bis 83,5 mm als Männchen zählt die Japanische Riesenmantis zu den größeren Fangschrecken. Die Grundfarbe der Art ist meist braun oder seltener grün. Je nach Grundfärbung verfügt die Art über einen im Kontrast zur Grundfärbung braun oder grün gefärbten Streifen an den Flanken des Abdomens. Die Körperfärbung kann je nach Habitat angepasst und während der Häutungen geändert werden. Der Körperbau der Japanischen Riesenmantis gleicht weitestgehend dem der anderen Arten der Familie Mantidae. Sie ähnelt besonders der nah verwandten Großen Chinesen-Mantis (Tenodera sinensis) und ist wie diese dank ihrer langen Beine und ihres vergleichsweise schmalen Körpers recht agil. Männliche Tiere können zusätzlich fliegen. Für den Einsatz einer Drohgebärde verfügt die Japanische Riesenmantis über schwarze Augenflecken auf den Innenseiten der Fangarme sowie auf den Rückflügeln, die einem potentiellen Angreifer entgegengehalten werden.

## Vorkommen
Die Japanische Riesenmantis ist in Japan, China, Indien, Indonesien und Südkorea verbreitet, darüber hinaus wurde sie in dem östlichen Teil der Vereinigten Staaten von Amerika sowie Australien zusammen mit mehreren anderen Arten der Gattung Tenodera zur Biologischen Schädlingsbekämpfung eingeführt.  In ihrem Verbreitungsgebiet bewohnt die anpassungsfähige Art Graslandschaften und Weiden. Auch Agrarflächen werden nicht gemieden. Am häufigsten werden jedoch Waldränder in der Nähe von Gewässern bewohnt, wo sich die Fangschrecke besonders auf den Pflanzen Kudzu, Chinaschilf, dem Zweifarbigem Zwergbambus und der eingeführten Goldrutenart Solidago altissima aufhält. Darüber hinaus ist die Japanische Riesenmantis die in gemäßigten Zonen am häufigsten vorkommende Fangschrecke überhaupt. Die Japanische Riesenmantis teilt sich viele Lebensräume mit anderen Arten der Gattung Tenodera, wie der Großen Chinesen-Mantis oder der etwas kleineren Art Tenodera angustipennis.

## Lebensweise

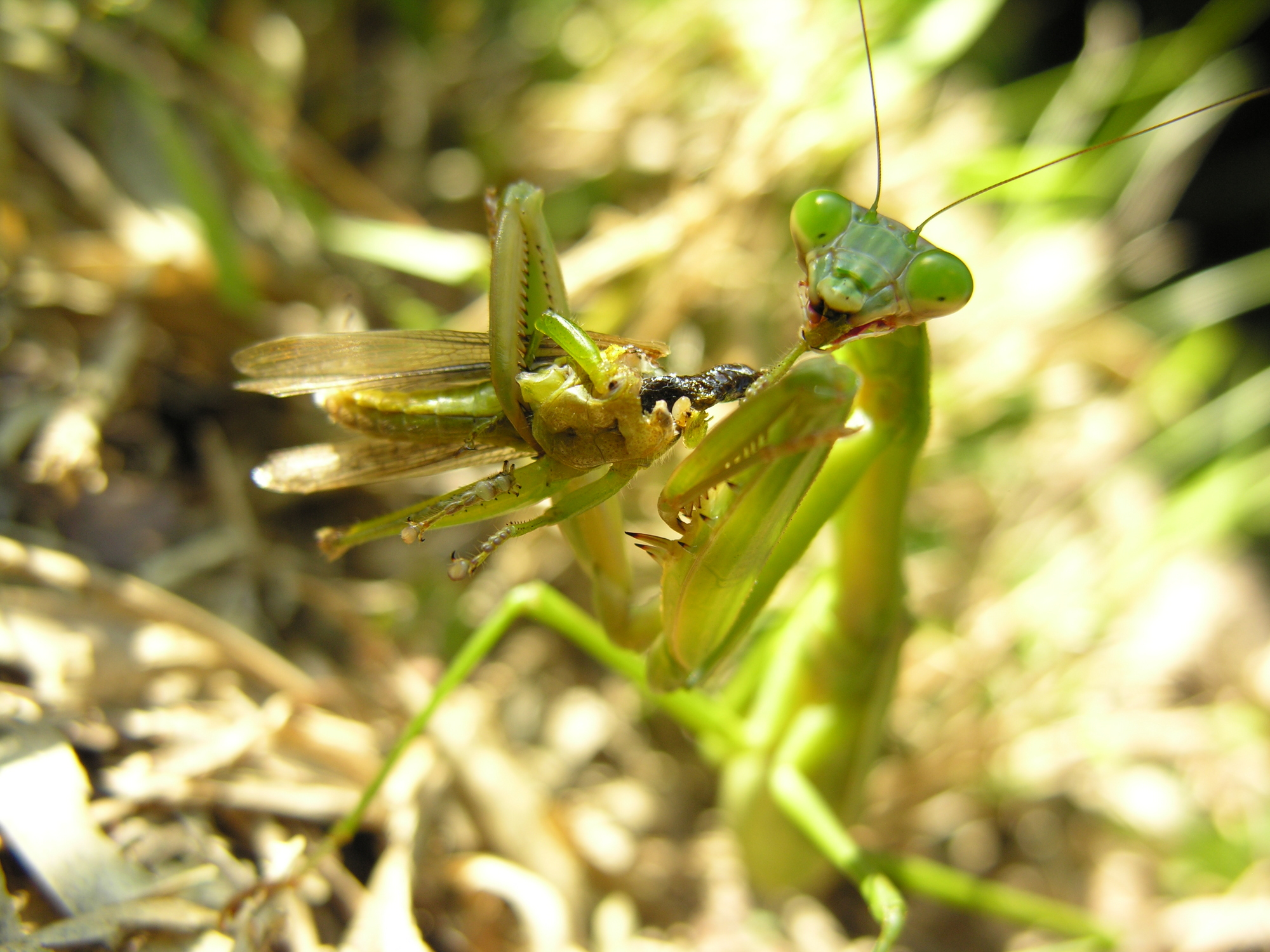
Weibchen mit erbeuteter Heuschrecke

Die Japanische Riesemantis bewohnt in ihrem Habitat das Blattwerk und Geäst verschiedener Pflanzen und verhält sich dort zugunsten der Tarnung überwiegend regungslos. Wird ein Beutetier registriert, schleicht sich die Japanische Riesenmantis nahe heran und ergreift es, sobald es in Reichweite gelangt, blitzschnell mit den bedornten Fangarmen. Als Beutetiere kommen aufgrund der Größe der Fangschrecke neben anderen Gliederfüßern ebenso kleine Wirbeltiere, etwa kleinere Reptilien und Amphibien sowie Kolibris oder Mäuse in Frage. Auch wehrhafte Tiere wie die Asiatische Riesenhornisse und andere Fangschrecken sowie Artgenossen werden nicht verschmäht.

### Fortpflanzung

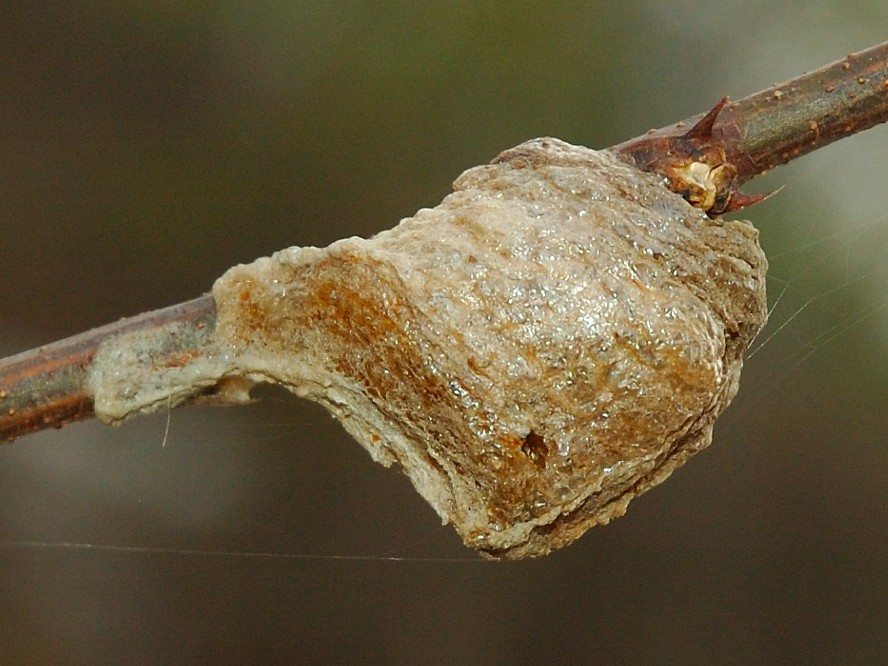
Oothek

Die Geschlechtsreife der Japanischen Riesenmantis tritt acht bis zehn Tage nach der Imaginalhäutung ein. Die Paarungszeit verläuft im Regelfall vom Spätsommer bis hin zum Frühherbst. Weibchen locken Männchen aus der Ferne mit Pheromonen an, welche von den Männchen bis zu einer Entfernung von bis zu 100 Metern wahrgenommen werden können. Auf nähere Distanz und Sichtweite des Männchens zeigt das Weibchen mit Schwänzeln des Abdomen seine Paarungsbereitschaft, wobei dieses seine Pheromondrüsen freilegt. Im Regelfall nähert sich das Männchen entweder frontal oder rückseitig dem Weibchen und führt dabei ein Balzverhalten aus, wobei das Abdomen auf- und abgehoben und der gesamte Körper gerüttelt wird. Umgekehrte Szenarien wurden allerdings auch gesichtet. Dabei strich das Weibchen vermutlich zwecks der Annäherung die Fangarme des Männchens. Die Paarung dauert mehrere Stunden. Der bei Fangschrecken typische Kannibalismus während der Paarung ist bei der Japanischen Riesenmantis stark ausgeprägt. Beide Geschlechter können sich theoretisch mehrfach fortpflanzen. Zwei Monate nach der Paarung legt das Weibchen im Gegensatz zu vielen anderen Fangschrecken meist nur eine Oothek ab, die jedoch 50 bis 600 Eier enthalten kann. In den wärmeren Zonen können die Weibchen auch mehrere Ootheken produzieren. Die Japanische Riesenmantis ist ähnlich wie die Große Chinesen-Mantis überwiegend univoltin, sie kann jedoch im Gegensatz zur Schwesterart ihre Reproduktionsrate je nach Verbreitungsgebiet optimieren, sodass in wärmeren Gebieten auch mehrere Generationen der Art pro Jahr entstehen können. In den gemäßigteren Klimazonen mit kälteren Wintern überwintern die Eier in den Ootheken. Dies trifft nicht auf die wärmeren Vorkommensgebiete zu, wo die Larven bereits sechs Wochen nach Ablage schlüpfen können. Die Jungtiere durchlaufen acht Häutungen, ehe sie das Adultstadium erreichen. Die Lebenserwartung der Japanischen Riesenmantis beträgt im Regelfall je nach Temperatur und anderen Gegebenheiten sechs bis neun Monate.

## Systematik
Die Japanische Riesenmantis wurde 1813 von Caspar Stoll unter der Bezeichnung Mantis aridifolia erstbeschrieben. Die Große Chinesen-Mantis wurde anfangs ebenfalls als Unterart der Japanischen Riesenmantis beschrieben, ehe sie einen eigenständigen Artstatus erhielt. 1933 wurde neben der Unterart T. aridifolia aridifolia von Max Beier zusätzlich die Unterart T. aridifolia brevicollis beschrieben.

## Weiteres
Die japanische Bezeichnung für die Art lautet Oo-Kamakiri (buchstäblich オオカマキリ und übersetzt "Große Fangschrecke"). Die Einführung der Japanischen Riesenmantis in die nordöstlichen Teile der Vereinigten Staaten zusammen mit anderen Arten der Gattung diente der Schädlingsbekämpfung. Dort haben sich die anpassungsfähigen Arten mittlerweile erfolgreich etabliert, so ist die Japanische Riesenmantis in North Carolina nun die häufigste Fangschrecke. Die Auswirkung der Neozoen sind jedoch stark umstritten, da die recht großen und nicht wählerischen Fangschrecken dieser Gattung der heimischen Fauna erhebliche Schäden zufügen können. Die Japanische Riesenmantis ist aufgrund ihrer Robustheit und Anpassungsfähigkeit ein beliebtes Forschungselement für die Wissenschaft von Fangschrecken. Ferner wird die nah verwandte Große Chinesen-Mantis trotz des eigenen Artstatus noch immer häufig als Unterart der Japanischen Riesenmantis mit dem wissenschaftlichen Synonym Tenodera aridifolia sinensis geführt und die Verbreitungsgebiete müssten in den Überlappungszonen genauer überprüft werden.

## Galerie

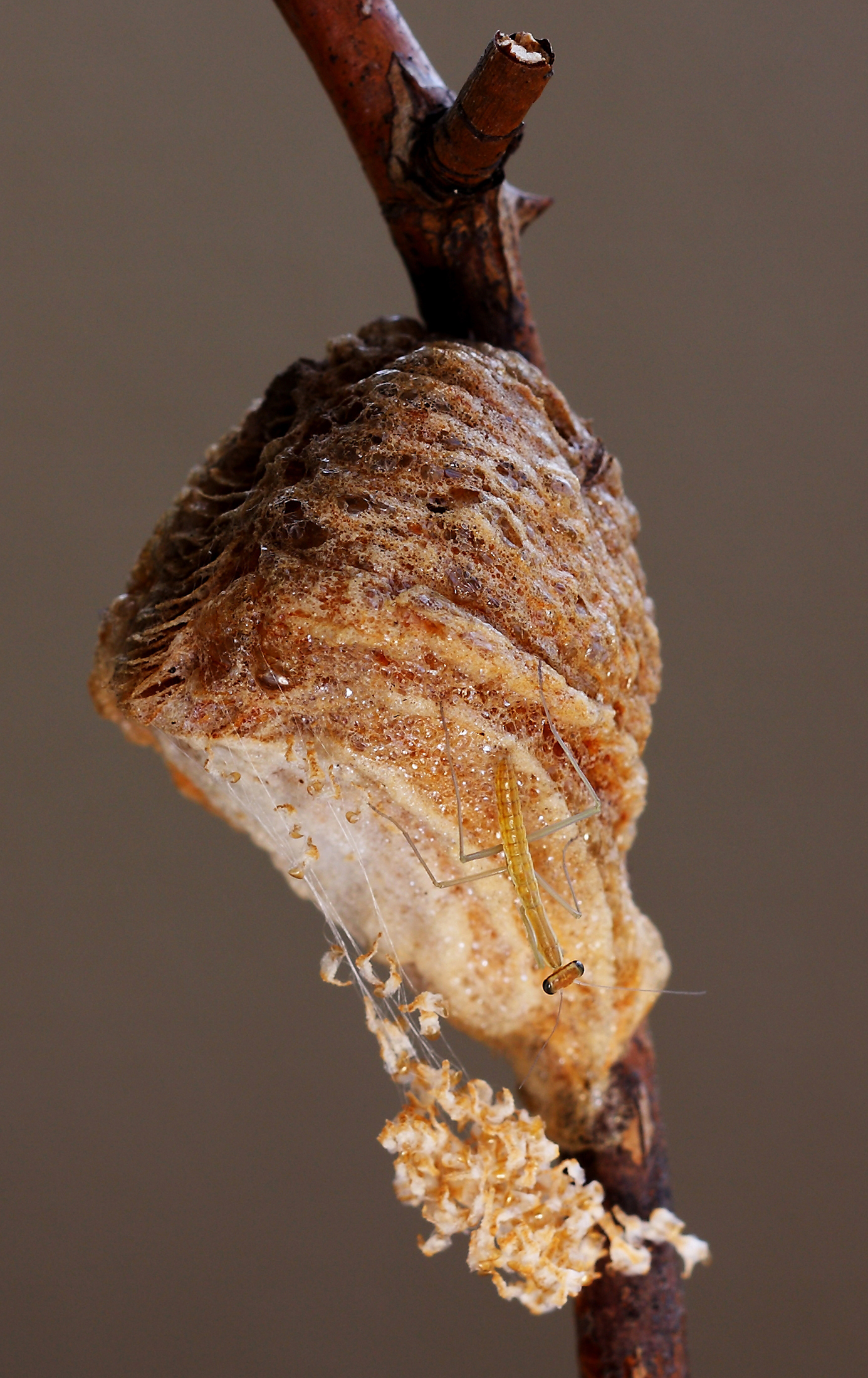
Schlüpfende Larven
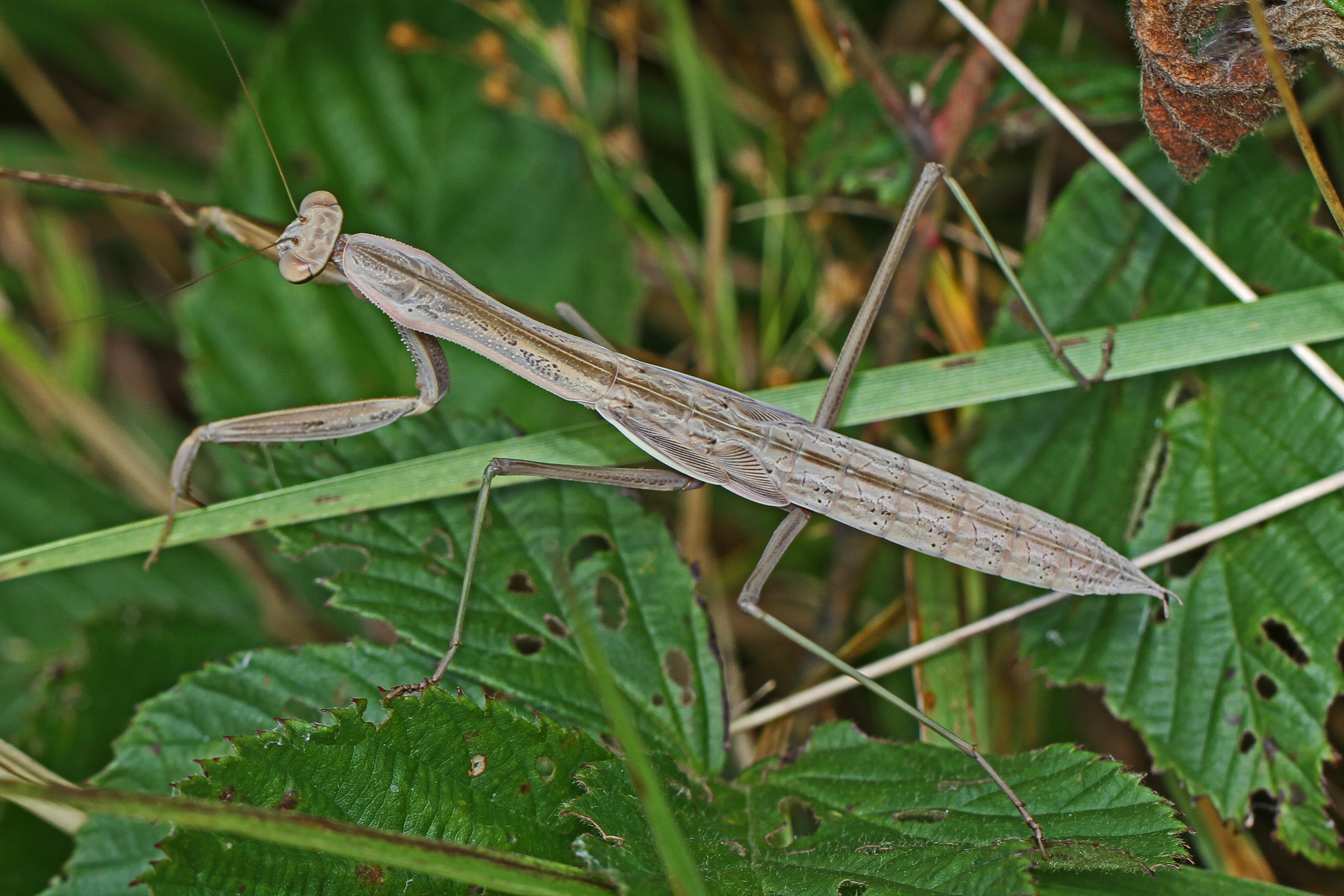
Jungtier
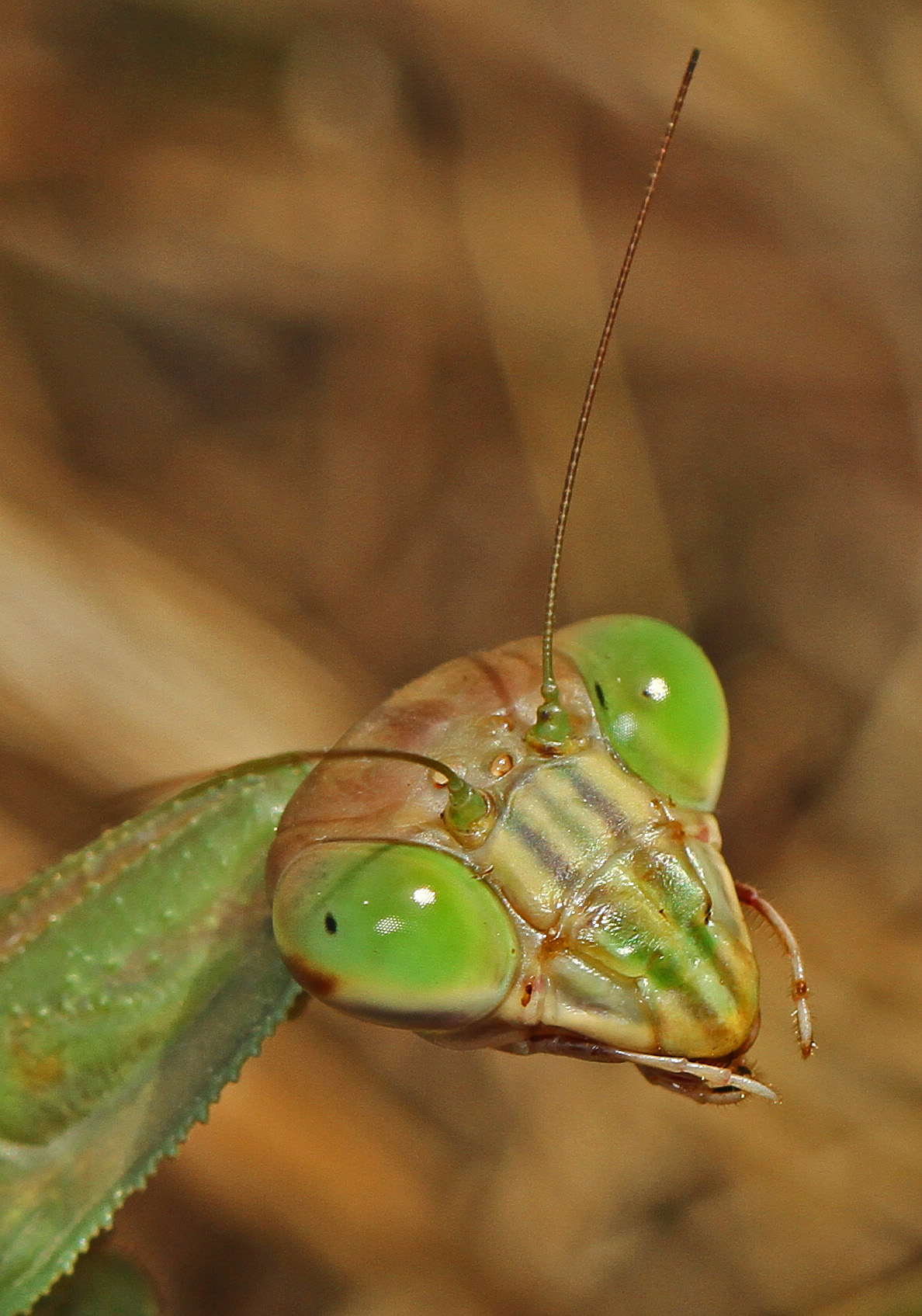
Kopf eines Weibchens
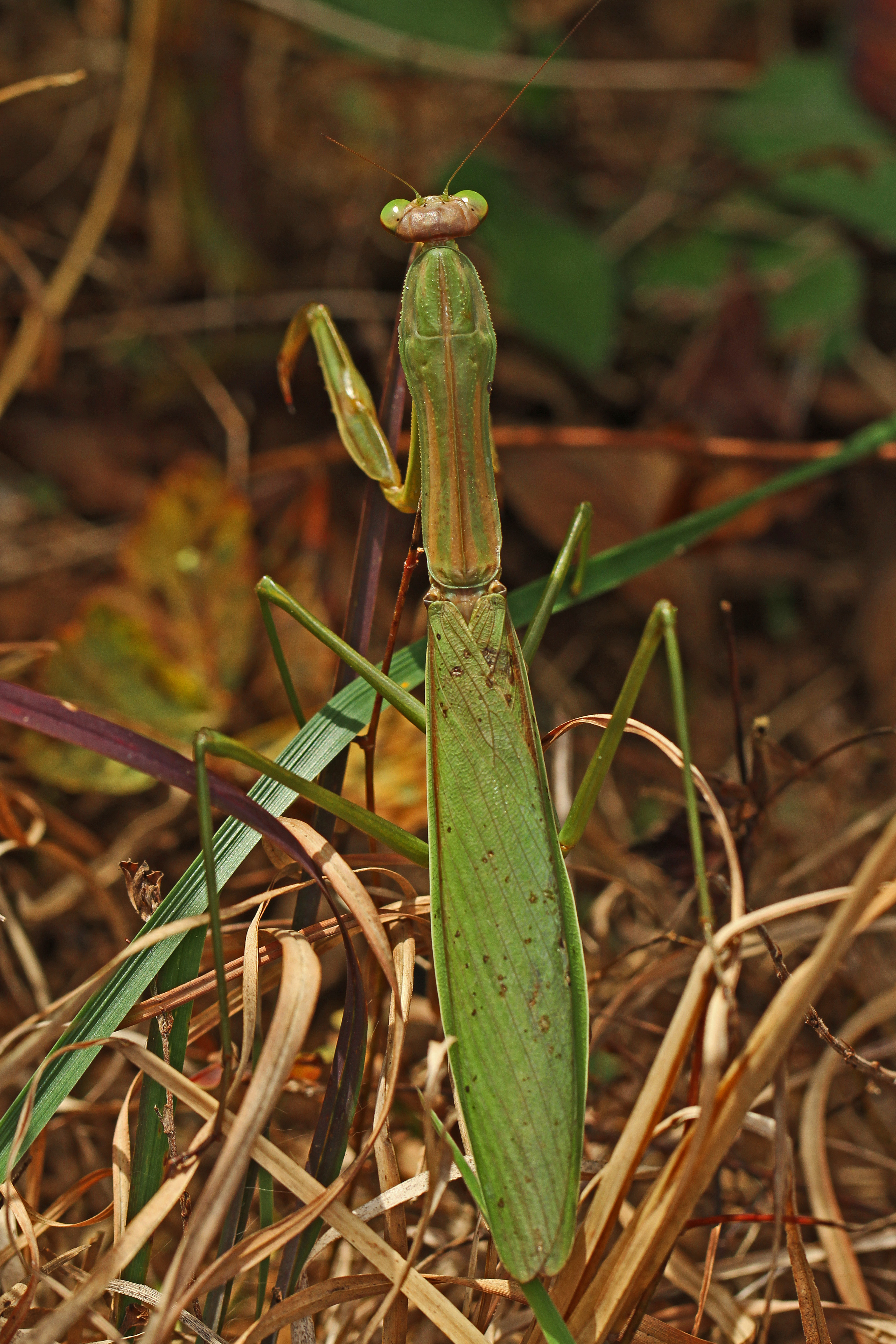
Draufsicht eines Weibchens
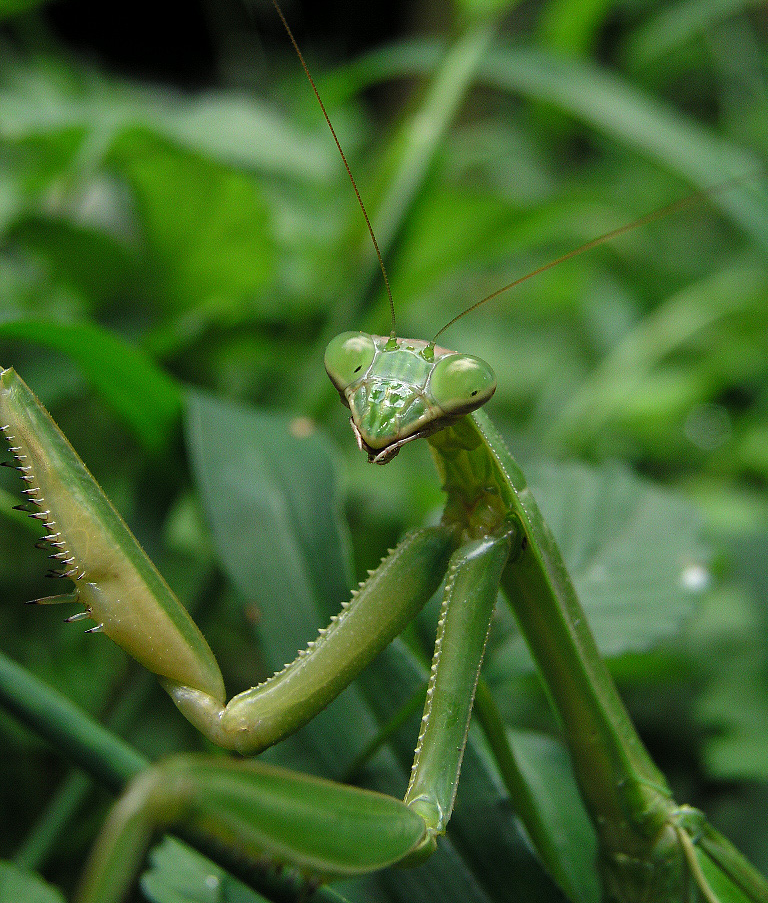
Porträt eines Weibchens
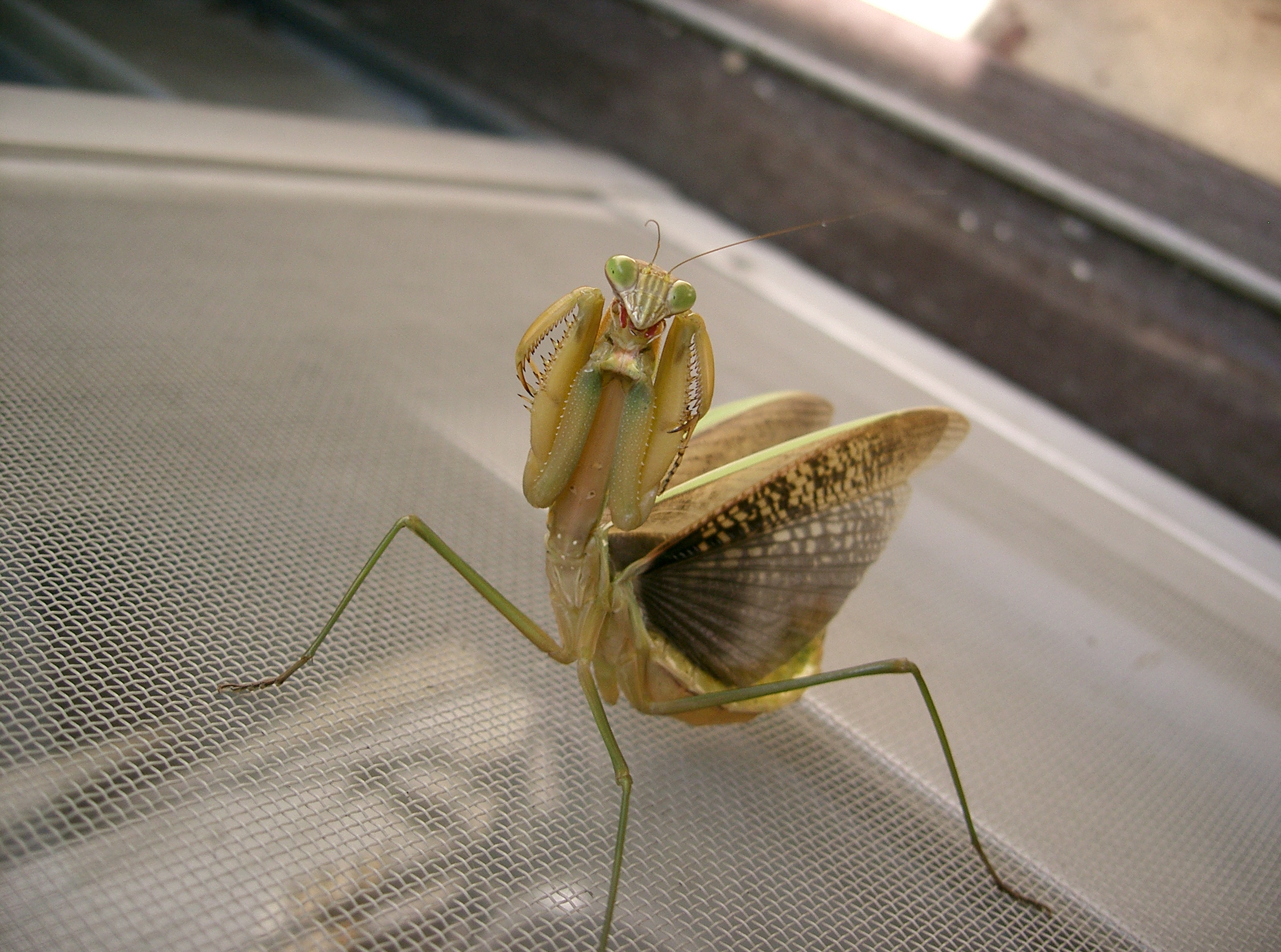
Weibchen in Abwehrhaltung
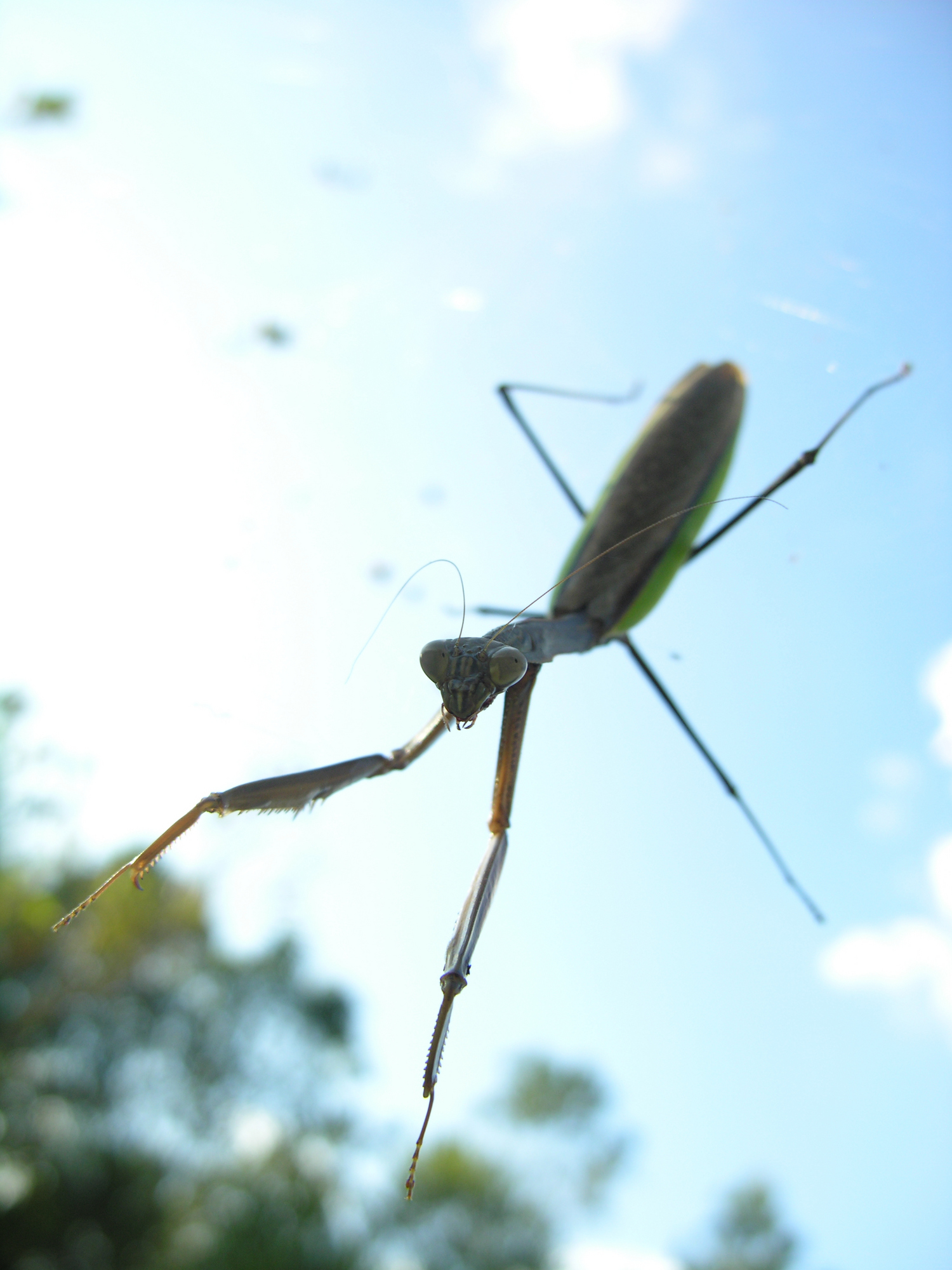
Trächtiges Weibchen auf einem Spinnennetz
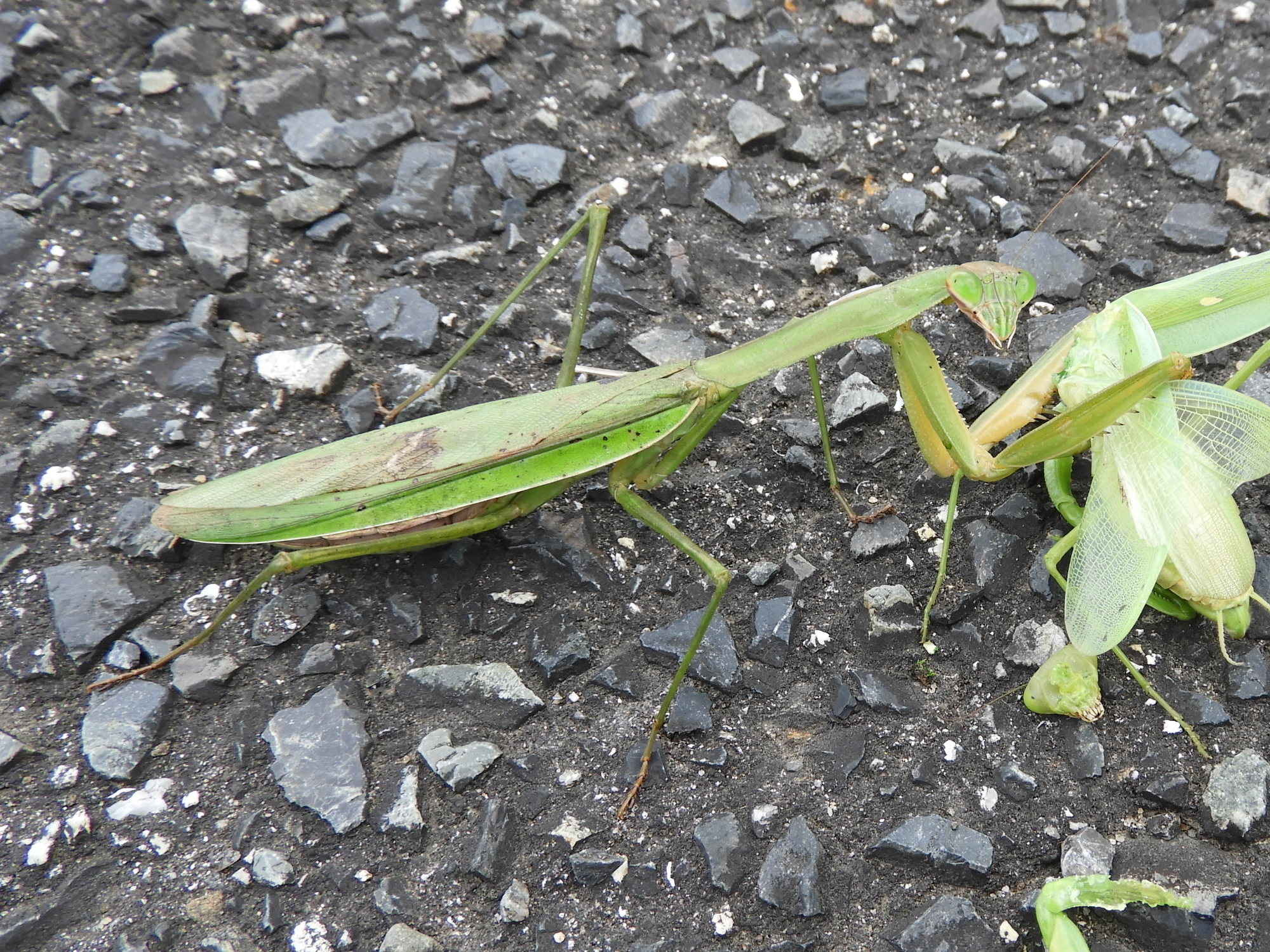
Weibchen mit einem erbeuteten Exemplar der Fangschreckenart Hierodula patellifera
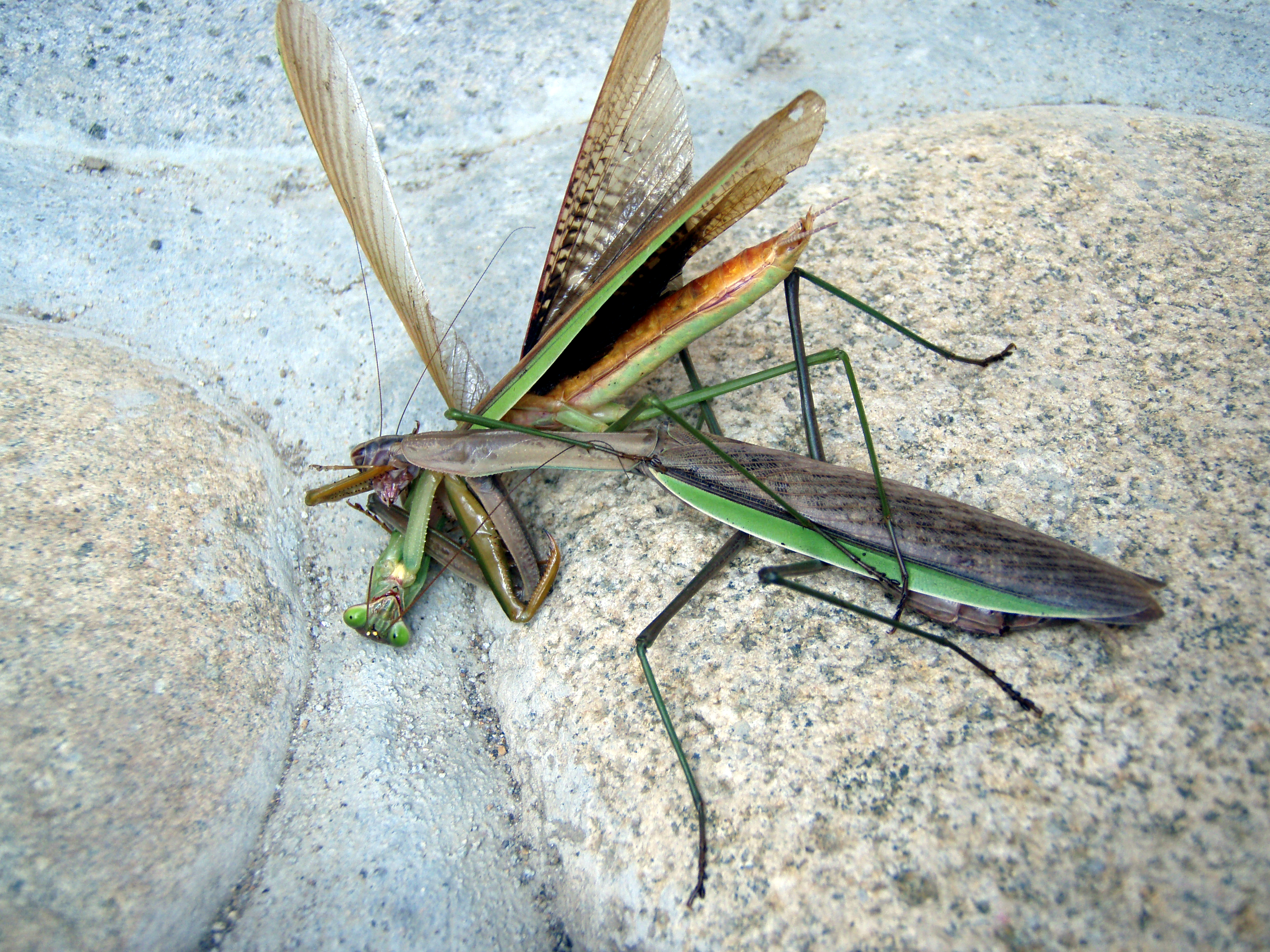
Weibchen beim Fressen eines Männchens
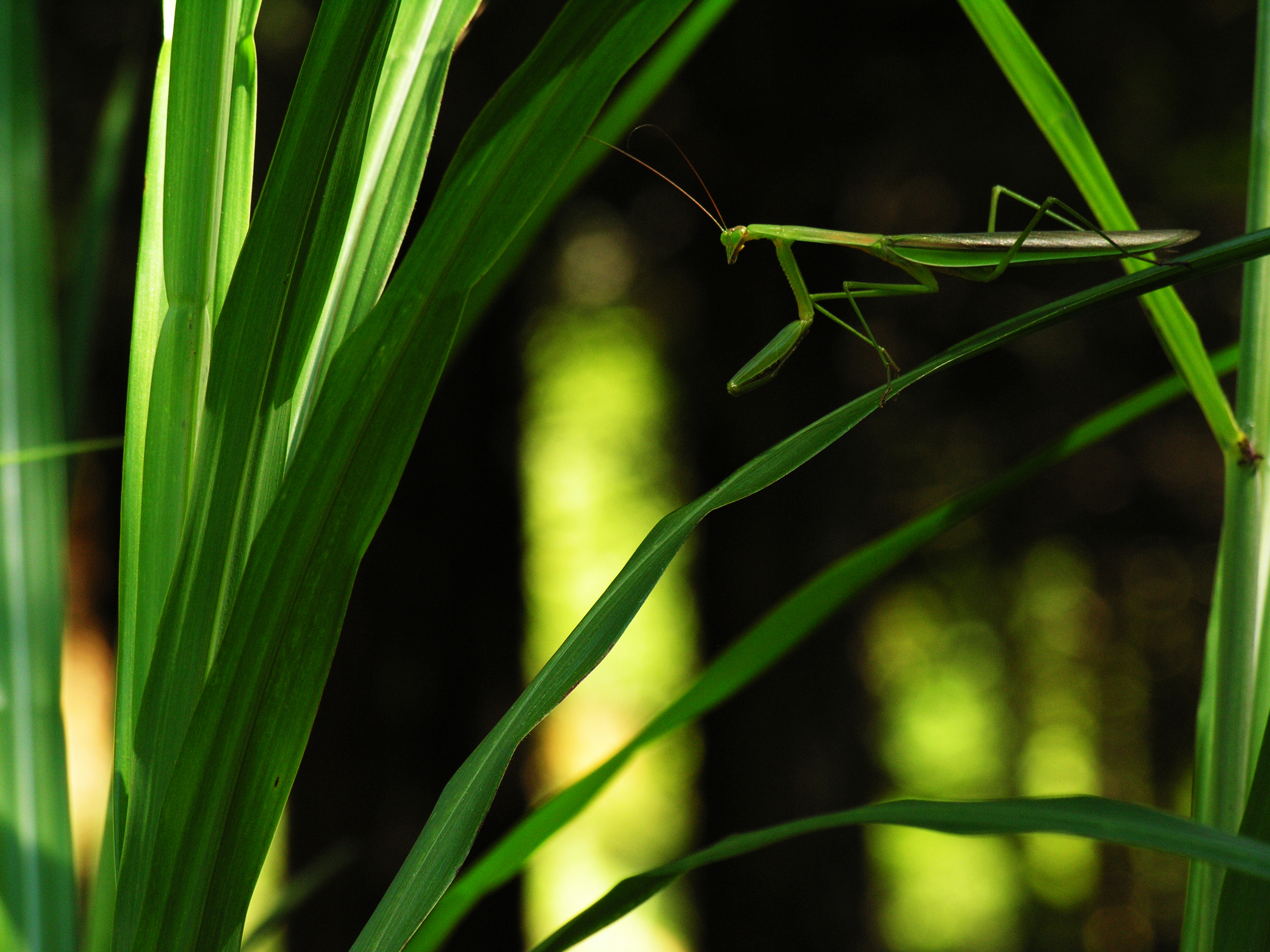
Lateralsicht eines Männchens
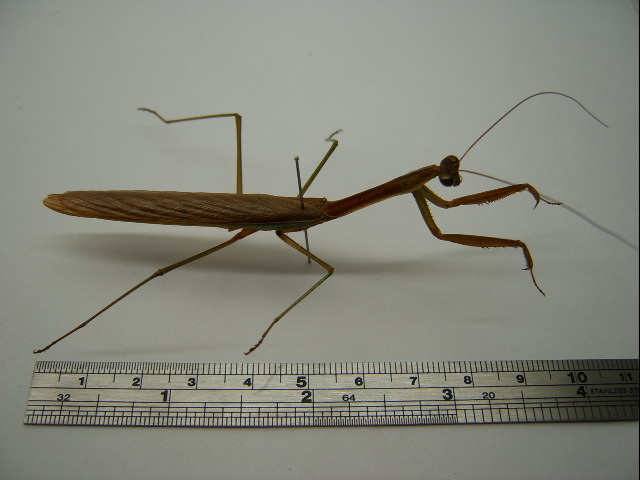
Präpariertes Männchen im Größenvergleich
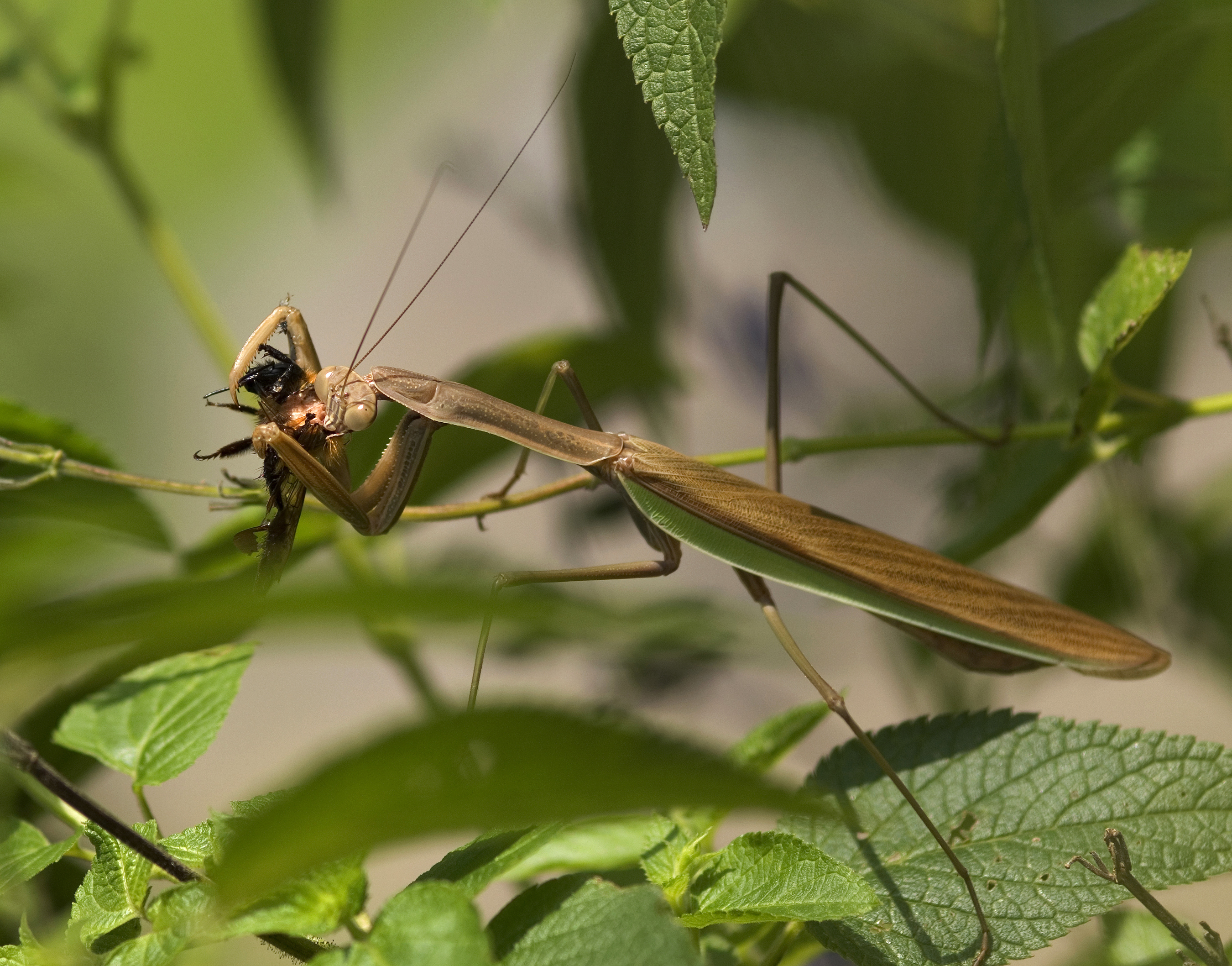
Männchen mit erbeuteter Biene